# Hamowanie aerodynamiczne

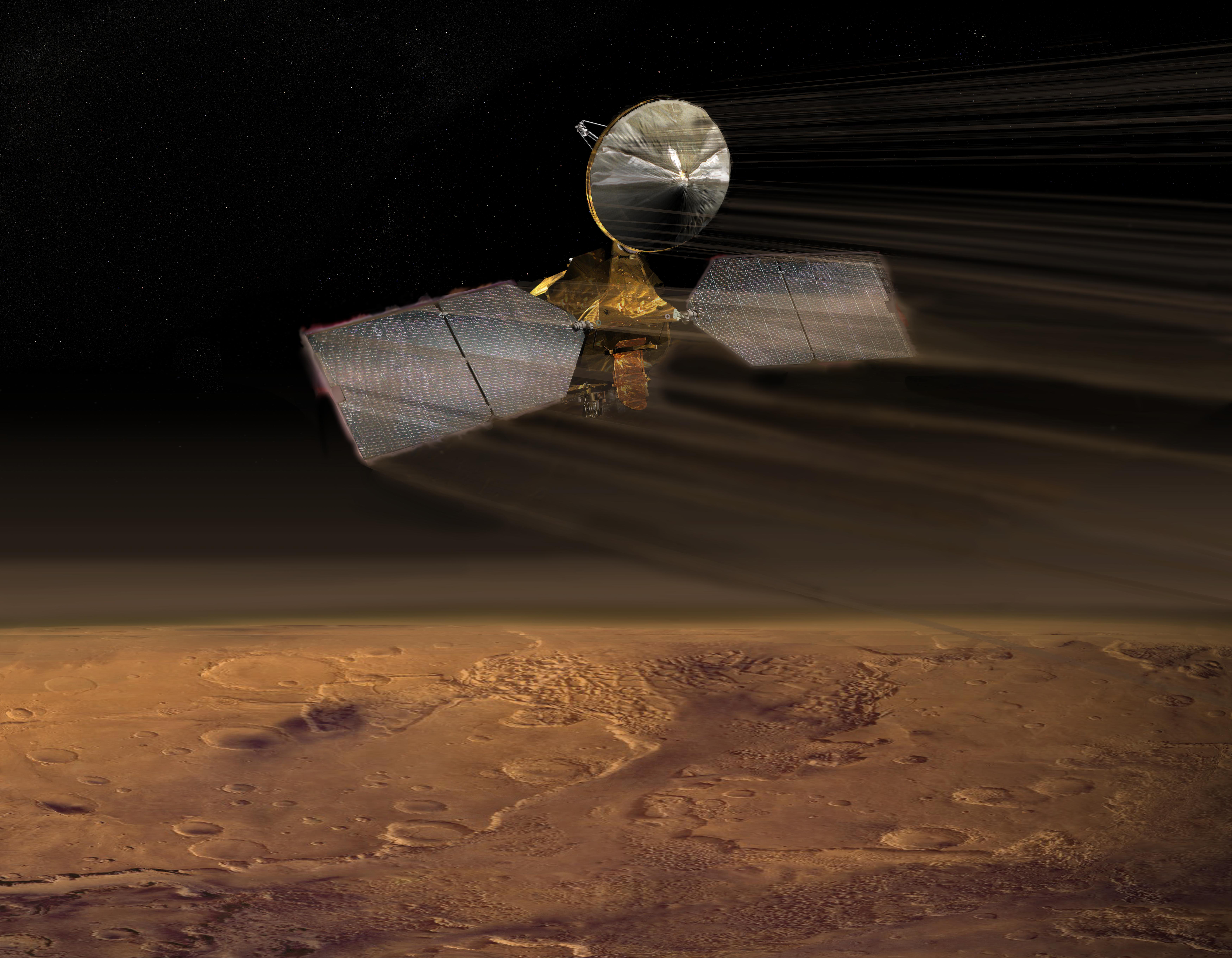
Artystyczna wizja hamowania aerodynamicznego Mars Reconnaissance Orbiter

Hamowanie aerodynamiczne (z ang. aerobraking) - manewr stosowany podczas lotu kosmicznego, mający na celu redukcję prędkości pojazdu poprzez wykorzystanie oporu atmosferycznego. Zmniejsza on zużycie paliwa, w przeciwieństwie do bezpośredniego użycia silnika rakietowego. Pojazd porusza się po punkcie największego zbliżenia orbity eliptycznej (perycentrum), redukując potrzebę korzystania z punktu największego oddalenia orbity (apocentrum). Opadanie odbywa się po torze balistycznym lub przy częściowym wykorzystaniu siły nośnej.
Manewr zastosowano po raz pierwszy podczas badania Wenus przez sondę Magellan.